# Platylabus tenuiformis
Platylabus tenuiformis är en stekelart som beskrevs av Heinrich 1962. Platylabus tenuiformis ingår i släktet Platylabus och familjen brokparasitsteklar. Inga underarter finns listade i Catalogue of Life.